# (36046) 1999 RH14
1999 RH14 (asteroide 36046) é um asteroide da cintura principal. Possui uma excentricidade de 0.10763770 e uma inclinação de 11.16033º.
Este asteroide foi descoberto no dia 7 de setembro de 1999 por LINEAR em Socorro.